# Sebastian Ziani de Ferranti
Pour les articles homonymes, voir Ferranti.
Sebastian Pietro Innocenzo Adhemar Ziani de Ferranti (né le 9 avril 1864 à Liverpool et décédé le 13 janvier 1930 à Zurich) est un ingénieur inventeur anglais, d'origine italienne, spécialisé dans l'électrotechnique.

## Jeunesse
Sebastian Ziani de Ferranti est le fils de Cesare Ziani de Ferranti un photographe italien, lui-même fils de Marco Aurelio Zani de Ferranti un compositeur, et de Juliana de Ferranti, née Scott, une pianiste professionnelle. Il suit les cours de la Hampstead School de Londres, puis du St. Augustine's College de Westgate-on-Sea et enfin de University College London.
Le 24 avril 1888, il épouse Gertrude Ruth Ince avec qui il a 7 enfants.

## Carrière
Ferranti a un intérêt précoce pour l'ingénieurie électrique. Dès ses 13 ans, il conçoit une lampe à arc destinée à l'éclairage public. À l'âge de 16 ans, il construit un générateur électrique, avec un couplage en Zig-Zag, avec l'aide de William Thomson, le futur Lord Kelvin. Cette invention est brevetée sous le nom de dynamo Ferranti-Thomson.
Il travaille tout d'abord pour les frères Siemens à Charlton. En 1882, il fonde la société Ferranti, Thompson et Ince de matériel électrique à Londres.
À la fin des années 1880, l'industrie électrique est divisé sur la question du courant à utiliser pour la transmission électrique. Alors que Thomas Edison est partisan du courant continu, possédant lui-même la plupart des brevets dans le domaine ainsi que des centrales électriques délivrant du courant continu, son rival  Westinghouse Electric Corporation supporte le courant alternatif. On connait cet épisode sous le nom de guerre des courants.
Ferranti pari rapidement sur le courant alternatif et devient un des rares experts dans le domaine au Royaume-Uni. En 1887, la London Electric Supply Corporation (LESCo) embauche Ferranti afin de concevoir leur centrale électrique à Deptford. Il planifie lui-même les bâtiments, le générateur et le système de distribution. Leur de son ouverture en 1891, c'est une des premières centrales électriques modernes, produisant une électricité à haute tension qui est ensuite convertie en basse tension proche du consommateur : dans chaque rue. Ce concept est toujours en usage de nos jours. Les restes de la centrale avec les archives de Ferranti se trouvent en 2012 au musée des Sciences et de l'Industrie de Manchester.
Ferranti fonde une autre société en 1885 avec Francis Ince et Charles Sparks sous le nom de S. Z. de Ferranti. Elle devient  S. Z de Ferranti Ltd en 1890 puis Ferranti Ltd en 1900 quand Ince et Sparks démissionnent.
Il est connu pour avoir inventé le premier câble électrique à haute tension d'une tension supérieure à 10 kV en 1887. Son câble à isolation en papier sec atteint en effet les 11 kV. Il est placé dans un tube d'acier qui permet de maintenir l'huile sous pression. Le conducteur est fait de cuivre.
En tout entre 1882 et 1927, Sebastian Ziani de Ferranti dépose pas moins de 176 brevets concernant les générateurs électriques, les câbles à haute tension, les fusibles, les transformateurs et les turbines.

## Distinctions
Sebastian de Ferranti est président de l'Institution of Electrical Engineers (institution des ingénieurs électriques) en 1910 et 1911. Il devient membre de la Royal Society en 1927. Il reçoit enfin un diplôme d'honneur de l'université de Manchester en 1912.
En 1932, la London Power Company rend hommage à Ferranti en nommant de son nom un navire SS Ferranti.

## Famille
Il décède à Zurich et est enterré dans la tombe de sa famille, c'est-à-dire avec ses parents et sa fille Yolanda, au Hampstead Cemetery de Londres.
Son petit-fils Basil de Ferranti est un homme politique conservateur représentant la circonscription de Morecambe and Lunesdale à la fin des années 1950 et dans les années 1960.

## Brevets
- (en) Brevet U.S. 341097 Unipolar dynamo electric machine.